# Рио-Бранко (футбольный клуб, Витория)
«Рио-Бра́нко» — бразильский футбольный клуб из муниципалитета Кариасика микрорегиона Витория (штат Эспириту-Санту).

## История
Клуб основан 15 июня 1913 года, домашние матчи проводит на стадионе «Клебер Андраде». Рио-Бранко, 37 раз выиграв чемпионат штата Эспириту-Санту, является самым титулованным клубом штата.
В 2021 году клуб выступал в Серии D Бразилии.

## Достижения
- Чемпион штата Эспириту-Санту (37): 1918, 1919, 1921, 1924, 1929, 1930, 1934, 1935, 1936, 1937, 1938, 1939, 1941, 1942, 1945, 1946, 1947, 1949, 1951, 1957, 1958, 1959, 1962, 1963, 1966, 1968, 1969, 1970, 1971, 1973, 1975, 1978, 1982, 1983, 1985, 2010, 2015
- Обладатель Кубка штата Эспириту-Санту (1): 2016